# Boczanka (obwód kurski)
Boczanka (ros. Бочанка) – wieś (ros. деревня, trb. dieriewnia) w zachodniej Rosji, w sielsowiecie bolszesołdatskim rejonu bolszesołdatskiego w obwodzie kurskim.

## Geografia
Miejscowość położona jest nad rzeką Rżawa, 7 km od centrum administracyjnego sielsowietu bolszesołdatskiego i całego rejonu (Bolszoje Sołdatskoje), 65,5 km od Kurska.
W granicach miejscowości znajduje się ulica Ługowaja.

## Demografia
W 2010 r. miejscowość zamieszkiwały 124 osoby.